# Ischnoptera parvula
Ischnoptera parvula es una especie de cucaracha del género Ischnoptera, familia Ectobiidae. Fue descrita científicamente por Saussure en 1869.
Habita en Brasil y Perú.